# Église Notre-Dame-des-Anges de Réthymnon
L'Église Notre-Dame-des-Anges (grec moderne : Εκκλησία της Κυρίας των Αγγέλων), également connue sous le nom de Mikrí Panagiá ( : Μικρή Παναγιά), est une église orthodoxe située dans la ville de Réthymnon, sur l'île de Crète, en Grèce,.

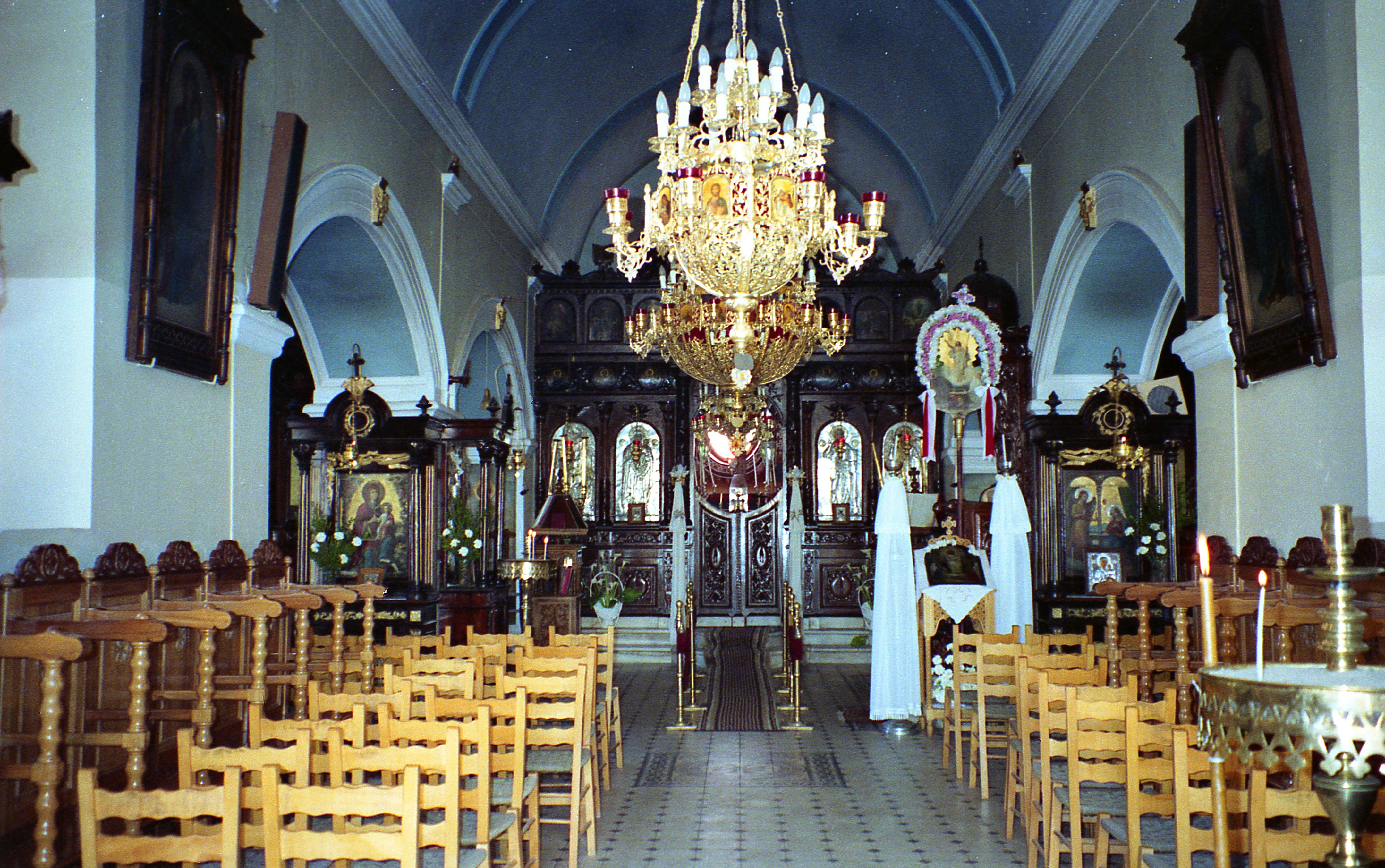
Vue de l'intérieur de l'église.

L'église est construite à la fin de la domination vénitienne en Crète, plus précisément au début du XVIe siècle. Initialement utilisée par les Dominicains, elle est dédiée à Marie Madeleine. Pendant la période ottomane, l'église est convertie en mosquée et un minaret est ajouté. En 1917, l'édifice est restauré en tant qu'église, aujourd'hui dédiée à la Vierge Marie, ou « Notre-Dame-des-Anges ». Son deuxième nom, « Petite Vierge Marie », fait référence à la « Grande Vierge Marie », ou cathédrale de Réthymnon,.
L'église est située au centre de la vieille ville de Réthymnon. Le bâtiment de l'église est de plan cruciforme, avec trois ailes, de style vénitien,.